# Martin Dzúr

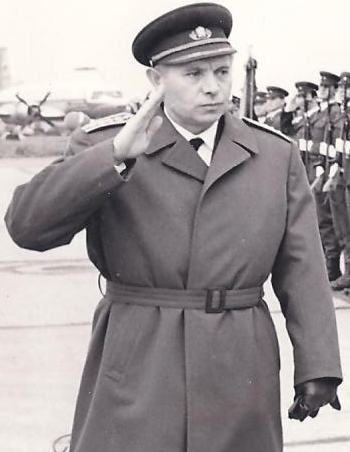
Martin Dzúr (1969)

Martin Dzúr (* 12. Juli 1919 in Ploštín bei Liptovský Mikuláš, Tschechoslowakei; † 15. Januar 1985 in Prag) war ein Armeegeneral der Tschechoslowakischen Volksarmee und tschechoslowakischer Politiker (KSČ) sowie zwischen 1968 und 1985 tschechoslowakischer Minister für Landesverteidigung.

## Leben

### Zweiter Weltkrieg und Offizier in der Nachkriegszeit
Dzúr, der aus einer slowakischen Arbeiterfamilie stammte, besuchte zwischen 1937 und 1939 eine Fachschule für Holzbearbeitung und wurde 1941 zum Militärdienst in die Armee des Slowakischen Staates eingezogen. Im Januar 1943 wurde er Mitglied der damals verbotenen Kommunistischen Partei der Tschechoslowakei (KSČ) und desertierte kurz darauf in die Sowjetunion, wo er als Freiwilliger in die 119. Werferbrigade der Roten Armee eintrat. 1944 wurde er Soldat des in der UdSSR aufgestellten I. Tschechoslowakischen Armeekorps, mit dem er vom 29. August bis 28. Oktober 1944 am Slowakischen Nationalaufstand gegen die ab 29. August 1944 beginnende Okkupation der Slowakischen Staates durch die deutsche Wehrmacht sowie gegen das slowakische Kollaborationsregime der Ludaken unter Jozef Tiso. Zuletzt wurde er zum Leutnant befördert.
Nach Ende des Zweiten Weltkrieges und der Wiederherstellung der Tschechoslowakei trat Dzúr Anfang 1946 als Hauptmann in die Tschechoslowakische Armee ein und legte 1947 sein Abitur an einem Gymnasium ab. Im Anschluss war er Absolvent einer Militärhochschule und zwischen 1948 und 1952 als Offizier in verschiedenen Verwendungen im Verteidigungsministerium tätig. 1952 folgte ein Lehrgang an der Militärakademie für Logistik und Transport sowie 1956 eines weiteren höheren akademischen Kurses in der Sowjetunion. Nach seiner Rückkehr wurde er am 23. Oktober 1958 zum Generalmajor (Generálmajor) befördert und zum Leiter der Logistikabteilung im Ministerium für Nationale Verteidigung. 1961 erfolgte seine Ernennung zum Stellvertretenden Minister für Nationale Verteidigung und 1966 ein Studium an der Militärakademie des Generalstabs der Streitkräfte der UdSSR in Moskau.

### Verteidigungsminister und Prager Frühling

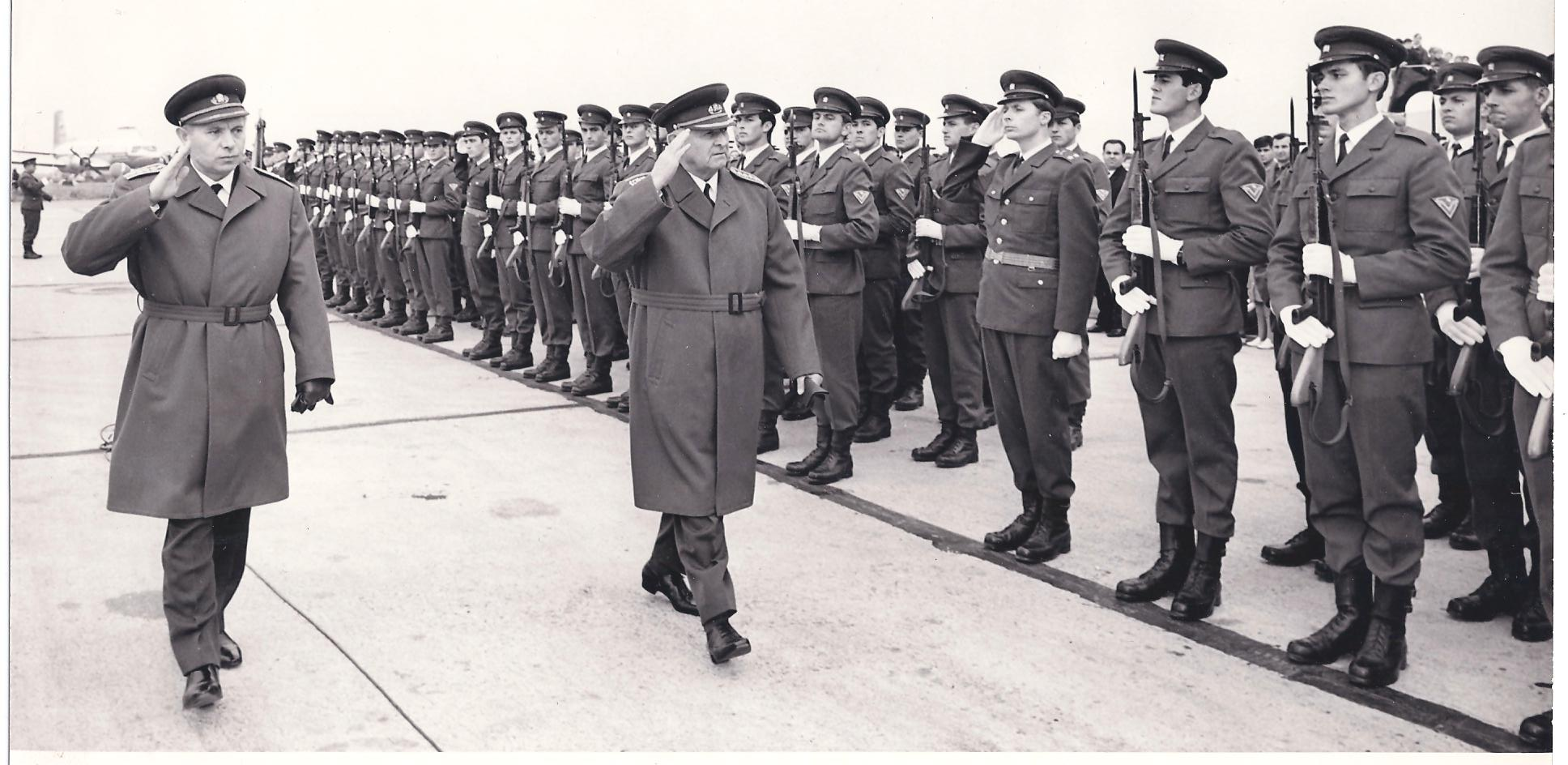
Inspektion von Einheiten der Tschechoslowakischen Volksarmee durch Ludvík Svoboda (Bildmitte) und Verteidigungsminister Martin Dzúr, 1969

Zu Beginn des Prager Frühlings wurde Dzúr am 8. April 1968 als Nachfolger von Bohumír Lomský zum Minister für Nationale Verteidigung (Ministr národní obrany) berufen und bekleidete dieses Amt in den Regierungen Černík I, Černík II, Černík III, Štrougal I, Štrougal II, Štrougal III und Štrougal IV bis zum 11. Januar 1985. Am 1. Mai 1968 erfolgte seine Beförderung zum Generaloberst (Generálplukovník).
Vor dem Einmarsch der Warschauer-Pakt-Staaten in die ČSSR zur Niederschlagung des Prager Frühlings am 21. August 1968 wurde Dzúr als erstes Regierungsmitglied von der Militärintervention unterrichtet. Unmittelbar nach dem Einmarsch wurde er von sowjetischen Soldaten festgenommen. Nachdem er erklärt hatte, dass er hinsichtlich der Militärintervention nur Befehle vom Ersten Sekretär des ZK der KSČ Alexander Dubček entgegennehmen würde, führte er ein Telefongespräch mit dem Verteidigungsminister der Sowjetunion Marschall der Sowjetunion Andrei Antonowitsch Gretschko. Gretschko teilte Dzúr mit, er würde ihn persönlich am nächsten Baum aufhängen, falls auch nur ein tschechoslowakischer Soldat Widerstand leiste, und gestattete ihm daraufhin, Dubček ausschließlich über den Einmarsch der Truppen des Warschauer Paktes zu informieren. Die Tschechoslowakische Volksarmee leistete daraufhin keinen Widerstand gegen den Einmarsch. Er wurde am 31. August 1968 als Mitglied des ZK der KSČ kooptiert und erteilte am 28. September 1968 den Befehl, die weitere Militärgebiete für die Truppen des Warschauer Paktes zu öffnen. Dzúr selbst war zugleich stellvertretender Oberbefehlshaber der Streitkräfte des Warschauer Paktes.
Im April 1969 nahm Dzúr mit anderen Vertretern der Tschechoslowakei an einem Treffen mit Marschall Gretschko teil, in dem dieser die Ansicht der Kommunistischen Partei der Sowjetunion (KPdSU) mitteilte, wonach nach der erfolgten Niederschlagung der Reformbewegung des Prager Frühlings Dubček von der Führung der KSČ abgelöst werden sollte. Am 17. April 1969 trat Dubček schließlich zurück und wurde als Erster Sekretär des ZK der KSČ von Gustáv Husák abgelöst. In der nachfolgenden Zeit der sogenannten „Normalisierung“ war er zwar gegen die Fortführung von Dubčeks Reformpolitik, trat aber gegen „Hardliner“ innerhalb der Armeeführung wie Generalleutnant František Bedřich ein, der von Juli 1968 bis zu dessen Ablösung durch Generalleutnant Václav Horáček im Februar 1970 Leiter der Politischen Hauptverwaltung des Verteidigungsministeriums war.
Auf dem XIV. Parteitag der KSČ (25. – 29. Mai 1971) wurde er zum Mitglied des ZK gewählt und gehörte diesem Gremium bis zu seinem Tode am 15. Januar 1985 an. Zugleich wurde er am 27. November 1971 auch erstmals Mitglied der Föderationsversammlung (Federální shromáždění), des Parlaments der Tschechoslowakei. Innerhalb des Parlaments war er bis zu seinem Tode Mitglied der Volkskammer (Sněmovna lidu), die sich aus 200 in Wahlbezirken gewählten Mitgliedern zusammensetzte. 
Dzúr, der am 1. Mai 1972 zum Armeegeneral (Armádní generál) befördert wurde, trat am 11. Januar 1985 – vier Tage vor seinem Tode – aus gesundheitlichen Gründen als Minister für Nationale Verteidigung zurück und wurde daraufhin durch Generaloberst Milán Václavík abgelöst, der bislang Erster Stellvertretender Minister für Nationale Verteidigung war.

### Ehrungen und Auszeichnungen
Für seine langjährigen Verdienste wurde Dzúr mehrfach ausgezeichnet und erhielt unter anderem 1969 den Orden der Arbeit (Řád práce), 1974 den Orden des siegreichen Februars (Řád Vítězného února), 1979 den Orden der Republik (Řád republiky) sowie 1984 den Klement-Gottwald-Orden (Řád Klementa Gottwalda). An inländischen Auszeichnungen wurde ihm ferner der Rotbannerorden (Řádu rudé zástavy), der Orden des Roten Sterns (Řád rudé hvězdy) sowie das Tschechoslowakische Kriegskreuz 1939 (Československý válečný kříž 1939) verliehen.
Darüber hinaus erhielt Dzúr mehrere ausländische Auszeichnungen und wurde unter anderem 1978 mit dem Orden der Oktoberrevolution (UdSSR) und 1983 mit dem Leninorden (UdSSR) geehrt. Ferner wurde ihm auch der sowjetische Rotbannerorden, der Orden der Flagge der Volksrepublik Ungarn, der Orden Tudor Vladimirescu der Sozialistischen Republik Rumänien, der Scharnhorst-Orden der DDR sowie das Tapferkeitskreuz der Volksrepublik Polen verliehen.